# Eotextularia
Eotextularia es un género de foraminífero bentónico de la subfamilia Palaeospiroplectammininae, de la familia Palaeospiroplectamminidae, de la superfamilia Tournayelloidea, del suborden Fusulinina y del orden Fusulinida. Su especie tipo es Palaeotextularia diversa. Su rango cronoestratigráfico abarca desde el Tournaisiense superior hasta el Viseense medio (Carbonífero inferior).

## Discusión
Algunas clasificaciones más recientes incluyen Eotextularia en el suborden Tournayellina, del orden Tournayellida, de la subclase Fusulinana y de la clase Fusulinata.

## Clasificación
Eotextularia incluye a las siguientes especies:
- Eotextularia diversa †
- Eotextularia mongeri †